# Ateísmo na Era do Iluminismo
Ateísmo, como definido pela entrada na Encyclopédie de Diderot e d'Alembert, é "a opinião daqueles que negam a existência de um Deus no mundo. A simples ignorância de Deus não constitui ateísmo . Para ser acusado do odioso título de ateísmo é preciso ter a noção de Deus e rejeitá-la."  No período do Iluminismo, o ateísmo declarado e aberto foi possibilitado pelo avanço da tolerância religiosa, mas também estava longe de ser encorajado.
Acusações de ateísmo eram comuns, mas a maioria das pessoas suspeitas de ateísmo por seus pares não eram realmente ateus. D'Holbach e Denis Diderot parecem ter sido dois do pequeno número de ateus publicamente identificados na Europa durante este período. Thomas Hobbes era amplamente visto como ateu por sua interpretação materialista das escrituras - Henry Hammond, um ex-amigo, o descreveu em uma carta como um "ateu cristão".  David Hume foi acusado de ateísmo por seus escritos sobre a "história natural da religião"; Pierre Bayle foi acusado de ateísmo por defender a possibilidade de uma sociedade ética ateísta em seu Dicionário Crítico ; e Baruch Spinoza era frequentemente considerado ateu por seu " panteísmo ". No entanto, todas essas três figuras se defenderam de tais acusações.

## Aumento da tolerância
Nas eras da Reforma e da Contra-Reforma, a Europa era uma "sociedade perseguidora" que não tolerava minorias religiosas ou ateísmo. Mesmo na França, onde o Édito de Nantes havia sido publicado em 1598, depois revogado em 1685, havia muito pouco apoio à tolerância religiosa no início do século XVIII. Os Estados estavam preocupados em manter a uniformidade religiosa por duas razões: primeiro, eles acreditavam que sua confissão escolhida era o caminho para Deus e outras religiões eram heréticas e, segundo, a unidade religiosa era necessária para a estabilidade social e política. O avanço da tolerância foi o resultado de motivos políticos pragmáticos, bem como dos princípios defendidos pelos philosophes iluministas. A religião foi um tópico central de conversa durante grande parte do século XVIII. Foi objeto de debate nos cafés e sociedades de debate da Europa iluminista, e um pomo de discórdia entre os philosophes . Michael J. Buckley descreve o aumento da tolerância, e do próprio ateísmo, como uma resposta à violência religiosa nos anos anteriores: a expulsão dos huguenotes da França, a inquisição espanhola, os julgamentos das bruxas, as guerras civis da Inglaterra, Escócia e dos Países Baixos. Buckley argumenta que "a guerra religiosa desacreditou irrevogavelmente a primazia confessional na crescente sensibilidade secularizada de grande parte da cultura europeia".  Esta é uma visão ecoada por Ole Peter Brell e Ray Porter. Marisa Linton, no entanto, aponta que era uma concepção comum que a diversidade religiosa levaria a distúrbios e possivelmente a uma guerra civil.
De acordo com Justin Champion, a questão na Inglaterra não era determinar a verdade religiosa, se havia ou não um deus, mas sim entender como o sacerdócio ganhou o poder de determinar o que era aceito como verdade. Radicais republicanos como Henry Stubbe, Charles Blount e John Toland entendiam a religião como uma instituição social e cultural, e não como princípios transcendentais. Eles foram motivados principalmente por fraude sacerdotal ou "clericalismo". A segunda metade do livro Leviathan, de Thomas Hobbes, contém um exemplo desse tipo de pensamento anticlerical. Hobbes, como Toland e outros escritores anticlericais do período, entendia a religião em termos de história. Ao ver a verdade religiosa e a igreja como algo separado, eles ajudaram a abrir caminho para mais dissidência religiosa.
Como a França era uma monarquia absolutista na qual o rei era visto como governando por direito divino, pensava-se geralmente que o povo francês tinha que compartilhar suas opiniões religiosas. O Édito de Nantes, que concedeu tolerância à minoria huguenote na França, foi revogado em 1685. Marisa Linton argumenta que, embora os philosophes tenham contribuído até certo ponto para o aumento da tolerância francesa, as atividades dos huguenotes franceses também desempenharam um papel: eles começaram a cultuar mais publicamente nas regiões mais remotas da França e sua contínua lealdade à coroa francesa na véspera e durante a Guerra dos Sete Anos pode ter ajudado a aliviar as suspeitas do monarca sobre sua fé. Em meados do século XVIII, os intelectuais jansenistas começaram a fazer campanha pela tolerância religiosa para os calvinistas . Linton argumenta que, juntas, essas causas mudaram a opinião pública para a tolerância religiosa. A tolerância religiosa não era aceita por todos; por exemplo, o abade Houtteville condenou o aumento da tolerância na França por enfraquecer a autoridade eclesiástica e encorajar a irreligião.  No entanto, em 1787, Luís XVI concedeu um Édito de Tolerância reconhecendo seus direitos civis de se casar e possuir propriedades, embora ainda lhes fosse negado o direito oficial de culto e não pudessem ocupar cargos públicos ou se tornar professores. A tolerância religiosa total para os protestantes não seria concedida até a Revolução Francesa.

### Escritores sobre tolerância
O judeu holandês Spinoza defendia a liberdade individual de expressar crenças pessoais, enquanto desencorajava grandes congregações, a menos que pertencessem a uma religião estatal idealizada um tanto deísta.  De acordo com Spinoza, a liberdade de pensamento, fala e expressão eram os valores centrais da tolerância – como tal, Spinoza se opunha à censura. Jonathan Israel resumiu sua posição, que as leis anti-tolerância foram projetadas "para vantagem pessoal, mas também com grande custo para o estado e o público", e que exacerbaram o conflito religioso em vez de diminuí-lo.  Spinoza construiu suas teorias sobre a tolerância com base na liberdade de pensar e não no direito de adorar, e foi estabelecida de acordo com princípios filosóficos em vez de se basear em qualquer interpretação das escrituras. Consequentemente, Spinoza estava essencialmente argumentando para todos, ateus, católicos e judeus incluídos.
Pierre Bayle foi um forte defensor da tolerância, a base de uma briga com Luís XIV . Ele até defendeu a ideia de uma sociedade ética ateísta em seu famoso dicionário. Martin Fitzpatrick credita a ele uma "contribuição poderosa para a maneira como os philosophes travariam guerra contra a intolerância e a superstição". Embora quisesse diminuir a influência de Spinoza, Bayle foi tratado de maneira semelhante pelos huguenotes das Províncias Unidas, que o viam como um pensador perigoso e um ateu em potencial.
John Locke sugeriu uma visão pragmática de tolerância, embora ele tenha avançado um conceito de tolerância apenas entre certas seitas cristãs. Ele negou veementemente o direito de tolerância dos ateus, uma vez que eles não acreditavam em um deus, não praticavam nenhuma forma reconhecível de adoração e não buscavam salvar suas almas. Ele também negou a tolerância aos católicos, alegando que a autoridade papal os tornava um perigo para o Estado. Em essência, Locke promoveu uma liberdade de culto, não uma liberdade de pensamento.  A grande maioria dos escritores do século XVIII, como Locke, não tinha interesse em conceder tolerância religiosa a ideias que se desviavam do cerne da religião revelada.  A maioria desses escritores se opôs fortemente ao ideal de tolerância de Spinoza, que é "principalmente sobre a liberdade individual e decididamente não a liberdade de grandes estruturas eclesiásticas de se imporem à sociedade". 
Voltaire, em seu 1763 "Um Tratado Sobre a Tolerância", continuou na tradição de John Locke, argumentando que a tolerância permitia comunicação e bons relacionamentos entre diferentes confissões no mercado. Permitir que os huguenotes retornassem à França impulsionaria a economia francesa. Ele não seria o único a defender esse ponto de vista.
Os opositores tendiam a confundir os pontos de vista daqueles que escreviam a favor da tolerância sob o título de anti-ortodoxia e ateísmo perigosos, apesar de seus pontos de vista e confissões radicalmente diferentes.

## Movimentos filosóficos relacionados

### Deísmo
Deísmo é a crença filosófica em uma divindade baseada na razão ao invés de revelação religiosa ou dogma. Era uma percepção popular entre os philosophes, que adotaram atitudes deístas em graus variados. O deísmo, a esse respeito, é muito diferente do ateísmo, que nega completamente a existência de uma divindade. Voltaire, por exemplo, estava convencido de que a existência de deus era um fato demonstrável. O deus deísta, no entanto, muitas vezes tinha pouca semelhança com o Deus das escrituras cristãs, o que significava que os deístas eram muitas vezes fortemente criticados pelos adeptos das religiões confessionais e podiam ser acusados de ateísmo.
Os deístas frequentemente pressionavam pela tolerância religiosa, um movimento que teria apoiado a expressão aberta do ateísmo. Isso não é porque eles apoiavam o ateísmo – eles não apoiavam – mas porque os filósofos deístas tendiam a ser a favor da liberdade civil de consciência. Como escreve Michael J. Buckley: "Se o ateísmo era inaceitável, a superstição e o fanatismo o eram ainda mais".  Os deístas não eram pró-ateus, mas suas tendências anticlericais beneficiaram indiretamente a evolução do ateísmo.
Em termos historiográficos, tem sido bastante comum ver uma estreita ligação entre o deísmo e o ateísmo. Buckley critica a visão de Peter Gay sobre a ligação direta entre o deísmo e o ateísmo, escrevendo: "os vetores que os gráficos Gay certamente estão lá, mas a distinção pode ser um pouco clara demais, muito exagerada".  Louis Dupré descreve o deísmo como "o resultado de um processo de filtragem que extraiu todos os dados históricos e dogmáticos da teologia cristã e reteve apenas o mínimo que, pelos padrões do século XVIII, a razão exige". O ateísmo é talvez o mesmo processo dado um passo adiante. Buckley credita a ascensão do ateísmo com a submissão gradual da teologia à filosofia – quando pensadores, incluindo líderes da igreja, começaram a discutir religião em termos filosóficos, eles abriram caminho para a descrença – eles tornaram o ateísmo pensável. O deísmo é, nesta perspectiva, um complicado ponto de passagem no caminho para o ateísmo: o deísmo é a crença filosófica em uma divindade baseada na razão. Uma vez que a crença em Deus é baseada na razão, torna-se pensável raciocinar até chegar à descrença.

### Maçonaria
Os maçons na Europa continental durante a era do Iluminismo foram acusados de ateísmo. As "Constituições" maçônicas de 1723 são vagas sobre a questão da religião, afirmando que se um maçom "compreende corretamente a Arte, ele nunca será um ateu estúpido, nem um libertino irreligioso", enquanto também pede que ele siga "essa religião para que todos os homens concordam, deixando suas opiniões particulares para si mesmos". Embora a literatura maçônica se referisse esporadicamente e vagamente a um "Grande Arquiteto do Universo", suas práticas secretas tornaram a filiação religiosa de cada maçom uma questão de especulação.
A cultura maçônica originou-se na Grã-Bretanha e se espalhou pelo continente, trazendo consigo ideias sobre direitos naturais e direitos dos governados. Em algumas áreas, a Maçonaria Continental pode ter extraído de fontes inglesas mais subversivas. Margaret C. Jacob descreve uma relação entre John Toland e a Maçonaria Holandesa; Jean Rousset de Missy, o fundador da loja maçônica na República Holandesa em 1735 era um panteísta autodeclarado, tomando emprestado o termo cunhado por Toland. Jacob argumenta que "há um traço de pensamento livre ou deísmo que aparece em momentos da história da Maçonaria Continental até, e especialmente durante, a década de 1790". Essa ambiguidade religiosa pode ser interpretada como contribuindo para a "pensabilidade" do ateísmo.

## Perspectivas contemporâneas

### Spinoza
Baruch Spinoza (1632-1677), em seu Tratado Teológico-Político de 1670, criticou o judaísmo (sua religião de nascimento) e todas as religiões organizadas. Sua orientação filosófica é frequentemente chamada de "panteísmo", termo cunhado por John Toland após a morte de Spinoza. No entanto, no final dos séculos XVII e XVIII, o nome de Spinoza era frequentemente associado ao ateísmo, ao pensamento livre, ao materialismo, ao deísmo e qualquer outra crença religiosa heterodoxa. Se o "panteísmo" constitui ou não ateísmo ainda é debatido pelos estudiosos modernos.

### Pierre Bayle
Pierre Bayle (1647-1706) foi amplamente acusado de ateísmo por sua adesão à tolerância religiosa, embora se declarasse huguenote . Ele encontrou uma grande quantidade de críticas por defender o ateísmo. Em seu Dictionnaire historique et critique, ele afirmou que enquanto os ateus eram "extremamente cegos e ignorantes da natureza das coisas"  havia muitos ateus "que de modo algum são distinguidos por seus vícios",  e que "se os ateus existem, que, moralmente falando, são bem-intencionados, segue-se que o ateísmo não é uma causa necessária de imoralidade, mas simplesmente uma causa incidental em relação àqueles que teriam sido imorais por disposição ou temperamento, sejam ateus ou não.  Em resposta às críticas, ele incluiu um ensaio "Clarifications: On Atheists" na edição de 1702 do Dicionário. Nele, ele continuou defendendo sua tese de que "houve ateus e epicuristas cuja propriedade em questões morais superou a da maioria dos idólatras",  argumentando que a religião não é a única base da moralidade. É, ele escreveu, "uma possibilidade muito provável de que alguns homens sem religião sejam mais motivados a levar uma vida decente e moral por sua constituição, em conjunto com o amor ao louvor e o medo da desgraça, do que outros pelos instintos. de consciência”. 

### David Hume
David Hume (1711–1776) era frequentemente visto como ateu em sua época. Sua atitude cética em relação à religião em obras como "Sobre a superstição e a religião", "Ensaios morais e políticos", "Sobre o suicídio", "Sobre a imortalidade da alma", "Diálogos sobre a religião natural", bem como suas conversas à beira do leito com Boswell (mais tarde publicadas), deram a Hume a reputação de ateu praticante. Hume foi até mesmo recusado para um cargo de professor na Universidade de Edimburgo na década de 1740 por causa de seu suposto ateísmo.

### Diderot
Denis Diderot (1713–1784) foi um dos convidados centrais do salão de D'Holbach e o principal editor da Encyclopédie . Embora Diderot tenha escrito extensivamente sobre o ateísmo, ele não era tão polêmico quanto D'Holbach ou Naigeon - em vez de publicar suas obras ateístas, ele tendia a circulá-las entre seus amigos ou entregá-las a Naigeon para publicação póstuma. Diderot defendia uma visão de mundo materialista. Ele tentou resolver os problemas de como o cosmos poderia começar sem um criador e teorizou sobre como a vida poderia vir da matéria inorgânica. De acordo com Dupré, Diderot concluiu que se alguém abandona "o princípio não comprovado de que o cosmos deve ter um começo" então a necessidade de estabelecer a "causa eficiente" da criação não é mais um problema. Diderot pensava que a origem da vida poderia ser um processo da evolução interna natural da matéria.

### D'Holbach
O Barão d'Holbach (1723–1789) foi a figura central do ' coterie holbachique ' e do salão que ele hospedou em sua casa em Paris. O salão tem sido interpretado como um ponto de encontro de ateus parisienses, a partir de uma anedota em que D'Holbach contou a David Hume, que dizia não acreditar em nada, que dos dezoito convidados de seu salão, quinze eram ateus e três ainda não haviam decidido. Há alguma dúvida quanto à veracidade desta afirmação. De qualquer forma, o próprio D'Holbach era um ateu declarado. O salão foi o local de muita discussão sobre o ateísmo, e os convidados, ateus e teístas, parecem ter passado muito tempo discutindo com bom humor suas respectivas posições. Apesar das alegações de que o salão era um foco de ateísmo, parece ter havido apenas três ateus convictos com frequência regular: D'Holbach, Denis Diderot e Jacques-André Naigeon .
As obras escritas de D'Holbach muitas vezes incluíam temas ateístas. Alan Charles Kors cita três em particular, Système de la nature, Le Bon-sens e La Morale universelle como sendo particularmente preocupados com o avanço da causa do ateísmo. Kors resumiu alguns dos temas básicos desses três textos como a ideia de que o materialismo rigoroso era o único ponto de vista coerente, e que "a única moralidade humana e benéfica era aquela deduzida dos imperativos para a felicidade e sobrevivência da humanidade". O que era relativamente único em D'Holbach era que, como Kors escreve, ele "era ateu e fazia proselitismo".

### AEnciclopédia
Embora a Enciclopédia (publicada de 1751 a 1772) tenha sido dirigida e editada pelo ateu Denis Diderot, os artigos da enciclopédia sobre ateísmo e ateus assumem um tom negativo, tendo sido escritos pelo pastor Jean-Henri-Samuel Formey e pelo abade Claude Yvon . Esta era provavelmente a concepção mais comum de ateísmo pelo público e por alguns dos "philosophes". Yvon identifica as principais causas do ateísmo como ignorância e estupidez, devassidão e corrupção da moral.  O artigo "Athées" está se preocupa principalmente em refutar as afirmações de Bayle, insistindo que os ateus "não podem ter uma compreensão exata e completa da moralidade das ações humanas". 